# Gnome et Rhône 5K

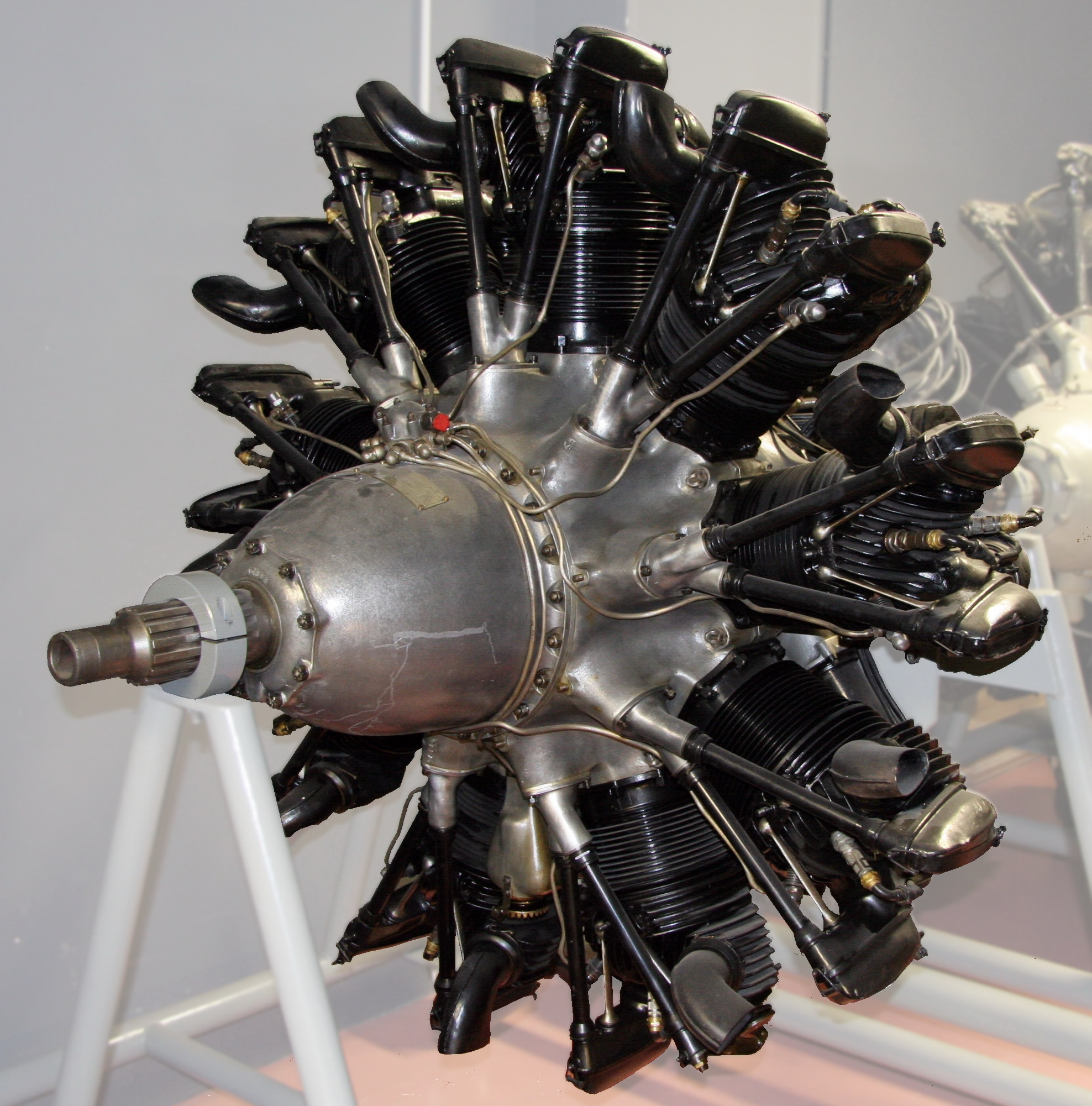
Gnome et Rhône 9K (MAE)

Le Gnome et Rhône 5K Titan est un moteur aéronautique à pistons refroidi par air, à 5 cylindres en étoile, développé à partir de versions françaises des Bristol Jupiter et Bristol Titan. Le 5K Titan et ses dérivés 7K Titan Major  et 9K Mistral  à 7 et 9 cylindres furent les moteurs principaux de la firme française Gnome et Rhône au début des années 1930. Ayant équipé nombre d'avions français et étrangers, largement produits sous licence, leur technologie allait servir au plus ambitieux Gnome et Rhône 14K Mistral Major.

## Conception initiale
Au sortir de la Grande Guerre, Gnome-Rhône qui avait tout misé sur les moteurs rotatifs, se retrouvait sans projet de développement alors que ce type de moteur se révélait une impasse technique irrémédiable. Les difficultés qui s'ensuivirent allaient provoquer l'éviction des fondateurs au profit d'un pool financier dirigé par le banquier Lazare Weiller.
Son fils Paul-Louis Weiller, ingénieur des Arts et Métiers, héros de l'aviation en 1914-1918, fut nommé administrateur délégué et devint rapidement l'artisan d'un redressement spectaculaire. Un de ses premiers actes fut d'acquérir la licence du moteur Bristol Jupiter. Ce moteur à 9 cylindres en étoile, refroidi par air, était alors au début de son développement, et il fut "francisé" (utilisation de visserie et boulonnerie métrique, accessoires nationaux, etc.) et peu à peu amélioré, en parallèle du développement réalisé par son concepteur britannique. Ce moteur fut pour le motoriste français un très grand succès, étant largement vendu ou licencié dans les pays d'Europe puisque la firme Bristol s'en était réservé la commercialisation sur la seule zone du Commonwealth. Toutefois, le Jupiter et son petit frère le Titan (Jupiter à 5 cylindres et à course réduite) souffraient d'une architecture des culasses extrêmement problématique, et subissaient de graves pannes chroniques liées à la surchauffe et au grillage des soupapes.
C'est au salon de 1930 que Gnome-Rhône présenta un nouveau modèle, le Titan-K, développé à partir du Titan, mais avec une architecture haute entièrement revue : deux soupapes en V commandées par culbuteurs sur chacune des culasses d'un dessin totalement nouveau, en alliage léger, très ailetées et vissées sur les cylindres. Gnôme-Rhône annonçait des performances nettement supérieures au modèle d'origine, tant en puissance et consommation, qu'en endurance. La lettre K rappelait que le moteur avait été étudié et produit dans l'usine parisienne du boulevard Kellerman.
En juin 1931, Gnome-Rhône signalait la généralisation du cylindre K sur tous les moteurs de sa gamme, ce qui l'affranchissait de fait des licences Bristol. Très rapidement les modèles allaient se limiter aux moteurs homologués entre 1929 et 1932, les 5K Titan, 7K Titan Major et 9K Mistral. Ces moteurs étaient tous construits à partir du même cylindre monté en nombre variable (5, 7 ou 9) sur les carters. Les concepteurs avaient prévu une grande interchangeabilité des pièces entre les modèles (vilebrequin, ensembles complets culasses-cylindres, pistons, compresseurs et réducteurs, etc.), qui de plus étaient tous présentés avec ou sans suralimentation, ainsi qu'avec ou sans réducteur.
Cette gamme fut au début des années 1930 la plus vendue des moteurs à refroidissement par air. Toutefois, la montée des besoins en puissance amena en 1935 l'abandon des versions à 5 et 7 cylindres, au profit du 9K et surtout du Gnome et Rhône 14K Mistral Major, dont le développement avait commencé en 1931 à partir d'une double étoile 7K.
En 1935, les versions de la gamme K en simple étoile étaient les suivantes :
- 5Kd, 5Ksd et 5Kes : la lettre s signale la présence d'un compresseur centrifuge. puissance nominale 240 ch au décollage (5Kd), 330 ch au décollage et 345 ch rétablis à 1 750 m pour le 5Ksd, 435 ch au décollage et 445 ch rétablis à 400 m pour le 5Kes. Compression 5,50 à 1, hélice en prise directe pour les 3 modèles.
- 7Kd, 7Ksd et 7Kes : la lettre s signale la présence d'un compresseur centrifuge. puissance nominale 350 ch au décollage (7Kd), 320 ch au décollage et 360 ch rétablis à 3 400 m pour le 7Ksd, 300 ch au décollage et 315 ch rétablis à 470 m pour le 7Kes. Compression 5,50 à 1, hélice en prise directe pour les 3 modèles.
- 9Krd, 9Krsd et 9Kers : la lettre r signale la présence d'un réducteur, le s signale la présence d'un compresseur centrifuge. puissance nominale 500 ch au décollage (9Krd), 430 ch au décollage et 490 ch rétablis à 3 790 m pour le 9Krsd, 515 ch au décollage et 600 ch rétablis à 4 050 m pour le 9Kers. Compression 5,50 à 1 ou 6,1 à 1 (9Kers), réducteurs de rapport 1/2, 2/3 ou 5/7 interchangeables pour les 3 modèles.

Toutes les performances affichées sont obtenues au régime nominal de 2 000 tr/min.

## Description
D'une cylindrée de 13 800, 19 340 ou 24 860 cm3, les moteurs de la série K sont construits autour d’un carter central en aluminium forgé en deux pièces, recevant les cylindres au nombre de 5, 7 ou 9. Ce carter central intègre la distribution à l'avant, où il est fermé par le carter de réducteur (ou le nez d'hélice pour les modèles en prise directe). À l'arrière, un carter aluminium rapporté intègre le compresseur, ainsi que d’autres entraînements (pignonnerie du compresseur, magnétos, pompes à huile et à essence, génératrice, pompe à vide).
Le vilebrequin en acier au nickel-chrome est en deux parties assemblées par boulon de serrage, selon une technique éprouvée par Bristol. Il tourne sur trois roulements, un à billes, deux à rouleaux. L’emploi d’un vilebrequin assemblé permet l’usage d'une bielle maitresse monobloc pourvue de paliers lisses, portant 4, 6 ou 8 biellettes suivant les modèles.
Les cylindres, identiques sur toute la gamme, sont composés d’un fût acier, pourvu d’ailettes usinées dans la masse. Les culasses, en alliage léger (métal Y) coulé en coquille, sont vissées à chaud sur les fûts, avec une frette acier à portée conique assurant le serrage et supportant les contraintes radiales. Le tout est fixé sur le carter principal au moyen de goujons et écrous. L'ensemble de l'ailettage présente une surface de 15 dm2 par litre de cylindrée, une valeur normale au début des années 1930 pour un moteur refroidi par air. Toutefois, l'échappement tourné vers l'avant (disposition abandonnée sur les moteurs en double étoile) facilite naturellement le refroidissement.
Les culasses reçoivent une soupape d’admission et une d’échappement, cette dernière remplie de sodium pour le refroidissement. On y trouve également les équipements classiques pour les moteurs français des années 1930 : double allumage et clapets de démarrage.
Les axes des culbuteurs ne sont pas solidaires de leur logement, mais sont maintenus via de longues tiges boulonnées à la base des culasses. Ce système complexe, que l'on trouve aussi chez d'autres motoristes, notamment Armstrong-Siddeley, est destiné à garantir les jeux aux soupapes indépendamment de la dilation de l’ensemble cylindre-culasse. Mis au point sur le 5K, il sera employé sur tous les moteurs suivants de la firme, à l’exception du petit 14M.
Les chambres de combustion sont hémisphériques. Les pistons en alliage RR59 forgé et entièrement usinés, portent 4 segments ; leur fonds concave procure un taux de compression de 5,5, compatible avec les essences en usage au milieu des années 1930.
Le circuit de lubrification repose classiquement sur une pompe de pression et une de vidange, toutes deux à engrenages. Le circuit, sous une pression de 5 kg/cm2, traverse le vilebrequin et intéresse l’embiellage, l’entraînement de la distribution et le double plateau à cames, et le réducteur si présent. À l’arrière du moteur, l’huile sous pression parvient également au compresseur et son train multiplicateur, ainsi qu’aux différents pignons d’entraînement des magnétos, génératrice et pompes à essence. Curieusement, les éléments supérieurs de la distribution ne bénéficient pas de graissage sous pression, les boîtiers de culbuteurs étant simplement garnis de « graisse consistante ».
La transmission du mouvement à l’hélice se fait de différentes façons suivant les versions ; outre les modèles à prise directe, on en trouve d’autres équipés de réducteurs type Farman à satellites coniques, de rapport 2/3, 5/7 ou ½, tous trois interchangeables.
À l’arrière du moteur, le compresseur à une seule vitesse est entraîné par un jeu d’engrenages multiplicateurs incluant embrayage centrifuge et « pignon élastique » pour préserver le rotor des à-coups de fonctionnement. La chambre de tranquillisation annulaire porte autant de pipes que de cylindres, chacune avec un pare-flamme (anti-retour) Venus.

## Licences à l’étranger
La série K qui avait peu de concurrents au moment de sa sortie, se révéla rapidement un grand succès commercial et sa licence fut vendue dans de très nombreux pays d’Europe : Italie (Piaggio et Isotta Fraschini), Hongrie (Manfred Weiss à Budapest) et Tchécoslovaquie (Walter à Prague).
Certains licenciés adaptèrent le moteur à leurs propres contraintes de fabrication. Les versions des 7K et 9K produites par Piaggio étaient dénommées P.VII (it) et P.IX (it). Le motoriste italien fit profiter cette gamme des perfectionnements qu’apporta Gnome-Rhône à la série des 14K, dont il avait également la licence : aussi les derniers P.VII et P.IX présentèrent de meilleures performances que les versions d’origine, le premier culminant à 500 ch (P.VII RC35) et l’autre à 640 ch (P.IX RC40), tous deux équipés d’un compresseur à deux vitesses que ne reçurent jamais les 7K et 9K. Ces modèles équipèrent une grande diversité d’appareil et 6 000 unités furent fabriquées.
Piaggio tira du P.IX un ultime développement, le P.X (it), qui bénéficiait des derniers progrès du 14K en termes de renforcements et d’augmentation des ailettages. Avec un taux de compression de 6 :1, il rétablissait 700 ch à 3 500 m, à 2 350 tr/min.

## Approche critique
Les moteurs de la série K sont ceux à partir desquels Gnome-Rhône a forgé sa légende dans l'entre-deux guerres. On sait toutefois que la série 14K connut d'énormes problèmes de fiabilité, confirmant l'opinion de l'un des patrons du Centre d'essais du matériel aérien (CEMA), que cette gamme ne fut vraiment satisfaisante que dans les séries 7K et 9K. Toutefois, ces moteurs remportèrent de beaux succès commerciaux - dont il est difficile de dire s'ils étaient dus à leurs qualités intrinsèques ou au dynamisme de la communication du motoriste. D'une façon générale, les témoignages s'accordent à soutenir que les versions produites sous licence à l'étranger, en Italie notamment, étaient bien meilleures que celles d'origine.

## Applications
- 5K Titan
  - Farman F.290
  - Bernard 70 C1
  - Fokker F.VIIa & VIIb 3m françisés (CIDNA, AULO, Air Orient)
- 7K Titan Major
  - Bernard 74
  - Bloch MB.110
  - Farman F.291
  - Morane-Saulnier MS.235
  - Breguet 393T
  - Farman F.212
  - Wibault 282
- 9K Mistral
  - Wibault 313
  - Bernard H.52
  - Farman F.368
  - Morane-Saulnier MS.225
  - Latécoère 550

## Caractéristiques
Caractéristiques générales
- Type : moteur à pistons à refroidissement par air - 5, 7 ou 9 cylindres en simple étoile
- Alésage : 146 mm
- Course : 165 mm
- Taux de compression : 5,5:1 ou 6,1:1
- Cylindrée : de 13 à 24 litres
- Diamètre : 1,248 m (5K et 7K), 1,31 m (9K)
- Masse à sec : de 215 à 391 kg

Composants
- Système de distribution : soupapes en tête actionnées par tiges et culbuteurs
- Compresseur : compresseur centrifuge à entraînement mécanique, un seul étage et une seule vitesse
- Système d'alimentation : carburateur
- Carburant : essence à 80 ou 87 d'indice d'octane
- Système de refroidissement : par air

Performances
- Puissance développée (voir plus haut)